# Szlasy-Łozino
Szlasy-Łozino – wieś sołecka w Polsce położona w województwie mazowieckim, w powiecie makowskim, w gminie Płoniawy-Bramura.
W latach 1975–1998 miejscowość administracyjnie należała do województwa ostrołęckiego.

## Urodzeni
- Stefan Juliusz Marian Liszko (ur. 27 sierpnia 1892, zm. 24 stycznia 1991 w Warszawie) – pułkownik kawalerii Wojska Polskiego.